# Chèque de banque
 (avril 2022).
Si vous disposez d'ouvrages ou d'articles de référence ou si vous connaissez des sites web de qualité traitant du thème abordé ici, merci de compléter l'article en donnant les références utiles à sa vérifiabilité et en les liant à la section « Notes et références ».
Le chèque de banque est un chèque bancaire particulier dont le principal avantage est d'assurer  au créancier, sous certaines réserves, le paiement de la somme due puisqu’il est assuré directement par l’organisme bancaire.

## Fonctionnement
Concrètement, tout client souhaitant un chèque de banque peut en faire la demande à son établissement bancaire. Celui-ci débitera dès lors la somme demandée du compte bancaire du client, pour le créditer sur un compte interne de l'établissement bancaire.
Un chèque débitant ce compte interne sera alors émis par la banque, assurant au bénéficiaire du chèque un paiement de ce dernier, sauf si la banque émettrice fait faillite ou si le chèque de banque est opposé (volé, perdu, falsifié, écrit sous contrainte). Pour cette raison, il n'existe pas de chèque de banque rédigé sur papier libre. 
Quelques établissements bancaires proposent, à travers les lots de services, la mise à disposition d'un certain nombre de chèques de banque par an. 
Les clients bénéficiant du droit au compte bénéficient quant à eux de deux chèques de banque gratuits par mois, ou équivalent.
Bien que certaines agences offrent un service immédiat, l'émission d'un chèque de banque demande en général 48h (vérifications des soldes du compte, blocage de la somme demandée, signature du directeur de l'établissement ou tampon).

## Durée de validité
Contrairement à un chèque bancaire classique, un chèque de banque a une durée de vie infinie. Le bénéficiaire du chèque de banque peut l'encaisser à tout moment puisqu'au moment où la banque émet le chèque au profit du bénéficiaire, les fonds sont débités du compte de l’émetteur.

## Opposition
À la suite de la perte ou du vol du chèque de banque, il est possible pour l'émetteur du chèque de s'opposer au paiement. La banque recrédite les fonds sur le compte de l’émetteur et annule le chèque de banque.

## Fraude
Des fraudes existent. L'un des moyens de s'assurer de l'absence de contrefaçon, il faut vérifier la présence d'un filigrane.